# ヘンリー (DD-39)
|          |                                                    |
| 艦歴     |                                                    |
| 発注     |                                                    |
| 起工     | 1911年7月17日                                      |
| 進水     | 1912年4月3日                                       |
| 就役     | 1912年12月6日（海軍） 1924年11月14日（沿岸警備隊） |
| 退役     | 1919年12月12日（海軍） 1931年1月30日（沿岸警備隊） |
| その後   | 1934年8月22日に売却                                |
| 除籍     |                                                    |
| 性能諸元 |                                                    |
| 排水量   | 787トン                                            |
| 全長     | 293 ft 11 in (89.6 m)                              |
| 全幅     | 27 ft (8.2 m)                                      |
| 吃水     | 8 ft 4 in (2.5 m)                                  |
| 機関     | 重油専焼缶4基                                      |
| 最大速   | 30ノット (56 km/h)                                 |
| 乗員     | 士官、兵員83名                                     |
| 兵装     | 3インチ砲5門 18インチ魚雷発射管6門                 |

ヘンリー (USS Henley, DD-39) は、アメリカ海軍の駆逐艦。ポールディング級駆逐艦の一隻。艦名はロバート・ヘンリーにちなむ。

## 艦歴

### 海軍で
ヘンリーは1911年7月17日にマサチューセッツ州クインシーのフォアリバー造船所で起工する。1912年4月3日にコンスタンス・ヘンリー・ケーン（ロバート・ヘンリーの大曾姪）によって進水し、1912年12月6日にマサチューセッツ州ボストンで艦長W・L・リトルフィールド少佐の指揮下就役する。
訓練および整調後、ヘンリーはロードアイランド州ニューポートで大西洋水雷艦隊に加わった。平時の任務はカリブ海から北大西洋までの沿岸における戦術演習および艦隊訓練であった。1914年4月22日、メキシコのタンピコ沖で艦隊に合流し、革命で政情が不安定となったメキシコにおけるアメリカ合衆国の権益およびアメリカ人の保護を行う。この間ヘンリーは難民および供給物資の輸送も行った。同年秋に第一次世界大戦がヨーロッパで勃発、ヘンリーは沿岸での中立パトロールを行い、アメリカの港における船舶検査も行った。
アメリカ合衆国が1917年4月に第一次世界大戦に参戦すると、ヘンリーは沿岸でのパトロールを継続した。6月13日にはアメリカ海軍初の船団護衛任務に従事した。その後は終戦まで沿岸での船団護衛任務、ニューヨーク港沖での対潜哨戒を行った。ヘンリーは1918年12月22日にフィラデルフィア海軍造船所に入渠し、1919年12月12日に退役した。

### 沿岸警備隊で
ヘンリーは1924年5月16日に沿岸警備隊へ移管され、ラム・パトロールの1隻として貢献した。当初はニューヨーク州ステープルトン (en) に配備され、続いてコネチカット州ニューロンドンに配備された。 
ヘンリーは1931年5月8日に海軍に返還され、1934年8月22日にブルックリンのマイケル・フリン社にスクラップとして売却された。